# Rue Portail
La rue Portail est une voie située dans le centre-ville de Nantes, en France.

## Situation et accès
Située dans le centre-ville de Nantes, la rue Portail est bitumée, ouverte à la circulation automobile. Rectiligne, elle relie la place Saint-Pierre à la place Dumoustier, un peu à l'ouest de la cathédrale. Très courte, elle ne croise aucune autre voie.

## Origine du nom
La voie porte le nom de Jacques-André Portail (1695-1759), dessinateur du XVIIIe siècle. 

## Historique
La dénomination de « rue Portail » apparaît sur un plan daté de 1818, avec l'ancien tracé de la rue, au nord de l'ancienne collégiale Notre-Dame de Nantes. 
Le tracé actuel de la rue remonte à 1867, lors de la transformation de la place Saint-Pierre. Le débouché de la rue Notre-Dame est déplacé vers le nord. Le percement de la nouvelle rue entraîne la disparition de la chapelle Saint-Thomas, vestige de l'ancienne collégiale Notre-Dame de Nantes. Une ancienne « rue Portail » passait devant le côté est de l'ancienne église, quasiment à la perpendiculaire de la rue homonyme actuelle. Édouard Pied indique que le nom de la rue dans son tracé actuel est choisi le 28 octobre 1869.

## Bâtiments remarquables et lieux de mémoire
En 2011, des travaux de ravalement ont révélé, le long de la rue Portail, des vestiges dans le mur sud des habitations de la rue Ogée. Ces vestiges ont été laissés apparents.